# Pachnobia rodionovi
Pachnobia rodionovi är en fjärilsart som beskrevs av Mikkola 1996. Pachnobia rodionovi ingår i släktet Pachnobia och familjen nattflyn. Inga underarter finns listade i Catalogue of Life.